# Baleno
Baleno (Bayan ng Baleno) är en kommun i Filippinerna. Kommunen tillhör provinsen Masbate och ligger på ön med samma namn. Folkmängden uppgår till 26 096 invånare år 2015.

## Källor

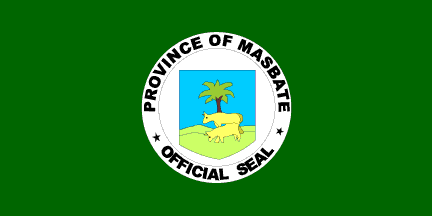

## Barangayer
Baleno är indelat i 24 barangayer.
| - Baao - Banase - Batuila - Cagara - Cagpandan - Cancahorao - Canjunday - Docol - Eastern Capsay - Gabi - Gangao - Lagta | - Lahong Proper - Lahong Interior - Lipata - Madangcalan - Magdalena - Manoboc - Obongon Diot - Poblacion - Polot - Potoson - Sog-Ong - Tinapian |